# Escamps (Lot)
Pour les articles homonymes, voir Escamps.
Escamps (prononcé [ɛskɑ̃] ; Ascans en occitan) est une commune française située dans le sud du département du Lot, en région Occitanie.
Elle est également dans le causse de Limogne, un des quatre causses du Quercy, dénudé et clairsemé de champs de lavande, de genévriers et de chênes truffiers.
Exposée à un climat océanique altéré, elle est drainée par le ruisseau des Valses et par un autre cours d'eau. Incluse dans le parc naturel régional des Causses du Quercy, qui a depuis 2017 le label de géoparc mondial Unesco, la commune possède un patrimoine naturel remarquable : et un espace protégé (la réserve naturelle nationale d'intérêt géologique du département du Lot)
Escamps est une commune rurale qui compte 209 habitants en 2022, après avoir connu un pic de population de 545 habitants en 1806. Elle fait partie de l'aire d'attraction de Cahors. Ses habitants sont appelés les Escampois ou  Escampoises.

## Géographie

### Localisation
La commune se situe dans le Quercy, entre Lalbenque et Limogne-en-Quercy à 22 km de Cahors et à 35 km de Villefranche-de-Rouergue, dans le parc naturel régional des Causses du Quercy.
- Cahors - à l'ouest à 22 km
- Caussade (Tarn-et-Garonne)- au sud à 28 km
- Villefranche-de-Rouergue à l'est à 35 km
- Rodez - à l'est à 90 km
- Figeac - au nord-est à 63 km
- Toulouse - au sud à 120 km

### Communes limitrophes
Les communes limitrophes sont  Bach, Concots, Cremps, Lalbenque, Saint-Cirq-Lapopie et Vaylats.
|           | Concots |      |
| Cremps    | Escamps | Bach |
| Lalbenque | Vaylats |      |

### Hameaux et lieux-dits
La commune compte de nombreux hameaux : Pech de Cheval, Mas de Lavergne, Mas de Fraysse, la Caloussade, les Rosières, Mas de Soulié, Mas d'Assoul, Mas de Bigorre, Nouelle, la Placette, Mas de Rebelou, Piepalat, Colombier, les Bouygues, les Crouzettes, Combe noble, le Camp Viel, le Barat de Bouziès, etc.

### Géologie et relief
Escamps se trouve sur les causses du Quercy et plus précisément sur le causse de Limogne (une région calcaire), à une altitude moyenne de 300 mètres. Le village occupe une crête dominant une doline localement dénommée canaval (bassin à terre profonde et riche, où était cultivé le chanvre d'où la dénomination canaval) avec présence de nombreux puits.

### Hydrographie
La commune est arrosée par le Ruisseau des Valses. Escamps est reconnu comme une des rares zones du causse où l'eau est abondante. La présence de plusieurs puits (en bouteille, en sompe, en fontaine, etc.) font l'identité de cette commune. Dans ce pays où l'eau est rare surtout en été, Escamps a toujours eu de l'eau et autrefois les habitants des communes voisines vinrent s'alimenter en eau en payant une taxe qui était reversée à la commune.

### Voies de communication et transports
Escamps se situe à moins d'un quart d'heure de l'échangeur  58 Cahors-Sud de l'autoroute A20.

### Climat
Pour des articles plus généraux, voir Climat de l'Occitanie et Climat du Lot.
En 2010, le climat de la commune est de type climat océanique altéré, selon une étude s'appuyant sur une série de données couvrant la période 1971-2000. En 2020, Météo-France publie une typologie des climats de la France métropolitaine dans laquelle la commune est toujours exposée à un climat océanique altéré et est dans la région climatique Aquitaine, Gascogne, caractérisée par une pluviométrie abondante au printemps, modérée en automne, un faible ensoleillement au printemps, un été chaud (19,5 °C), des vents faibles, des brouillards fréquents en automne et en hiver et des orages fréquents en été (15 à 20 jours).
Pour la période 1971-2000, la température annuelle moyenne est de 12,2 °C, avec une amplitude thermique annuelle de 15,8 °C. Le cumul annuel moyen de précipitations est de 875 mm, avec 11 jours de précipitations en janvier et 6,5 jours en juillet. Pour la période 1991-2020, la température moyenne annuelle observée sur la station météorologique la plus proche, située sur la commune du Montat à 15 km à vol d'oiseau, est de 13,3 °C et le cumul annuel moyen de précipitations est de 824,6 mm,. Pour l'avenir, les paramètres climatiques de la commune estimés pour 2050 selon différents scénarios d’émission de gaz à effet de serre sont consultables sur un site dédié publié par Météo-France en novembre 2022.

### Milieux naturels et biodiversité

#### Espaces protégés
La protection réglementaire est le mode d’intervention le plus fort pour préserver des espaces naturels remarquables et leur biodiversité associée,.
La commune fait partie du parc naturel régional des Causses du Quercy, un espace protégé créé en 1999 et d'une superficie de 183 039 ha, qui s'étend sur 102 communes du département du Lot. La cohérence du territoire du Parc s’est fondée sur l’unité géologique d’un même socle de massif karstique, entaillé de profondes vallées. Le périmètre repose sur une unité de paysages autour de la pierre et du bâti (souvent en pierre sèche), de l’empreinte des pelouses sèches et du pastoralisme et de l’omniprésence des patrimoines naturels et culturels,. Ce parc a été classé Géoparc en mai 2017 sous la dénomination « géoparc des causses du Quercy », faisant dès lors partie du réseau mondial des Géoparcs, soutenu par l’UNESCO,.
Un  autre espace protégé est présent sur la commune : 
la réserve naturelle nationale d'intérêt géologique du département du Lot, classée en 2015 et d'une superficie de 800 ha, composée de 59 sites d'intérêts géomorphologique, minéralogique, tectonique et paléontologique remarquables,.

## Urbanisme

### Typologie
Au 1er janvier 2024, Escamps est catégorisée commune rurale à habitat dispersé, selon la nouvelle grille communale de densité à sept niveaux définie par l'Insee en 2022.
Elle est située hors unité urbaine. Par ailleurs la commune fait partie de l'aire d'attraction de Cahors, dont elle est une commune de la couronne,. Cette aire, qui regroupe 78 communes, est catégorisée dans les aires de 50 000 à moins de 200 000 habitants,.

### Occupation des sols
L'occupation des sols de la commune, telle qu'elle ressort de la base de données européenne d’occupation biophysique des sols Corine Land Cover (CLC), est marquée par l'importance des forêts et milieux semi-naturels (56,7 % en 2018), en diminution par rapport à 1990 (59,2 %). La répartition détaillée en 2018 est la suivante : 
forêts (52,5 %), zones agricoles hétérogènes (41,8 %), milieux à végétation arbustive et/ou herbacée (4,2 %), prairies (1,6 %). L'évolution de l’occupation des sols de la commune et de ses infrastructures peut être observée sur les différentes représentations cartographiques du territoire : la carte de Cassini (XVIIIe siècle), la carte d'état-major (1820-1866) et les cartes ou photos aériennes de l'IGN pour la période actuelle (1950 à aujourd'hui).

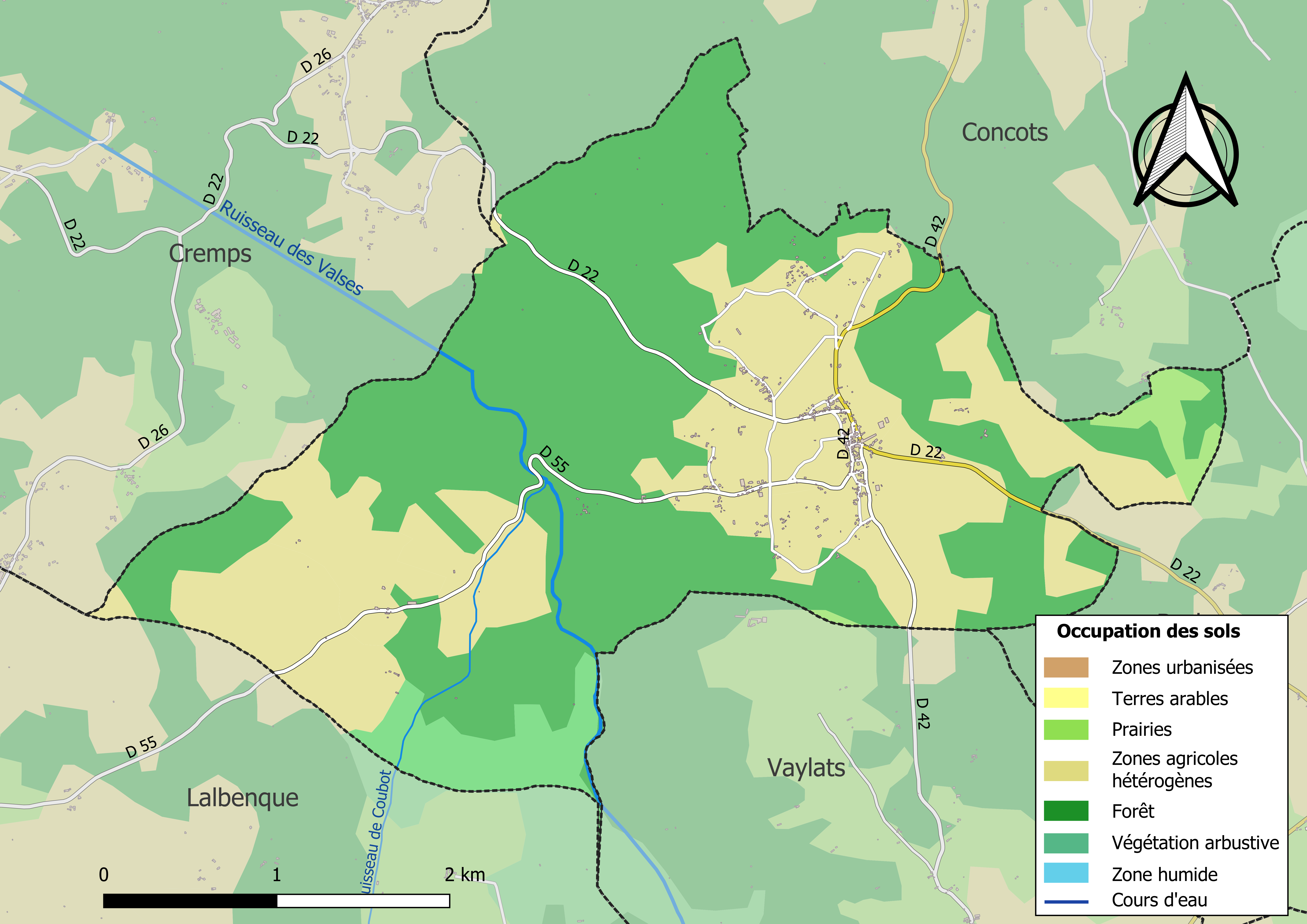
Carte des infrastructures et de l'occupation des sols de la commune en 2018 (CLC).

### Risques majeurs
Le territoire de la commune d'Escamps est vulnérable à différents aléas naturels : météorologiques (tempête, orage, neige, grand froid, canicule ou sécheresse), inondations, feux de forêts, mouvements de terrains et séisme (sismicité très faible). Un site publié par le BRGM permet d'évaluer simplement et rapidement les risques d'un bien localisé soit par son adresse soit par le numéro de sa parcelle.
Certaines parties du territoire communal sont susceptibles d’être affectées par le risque d’inondation par débordement de cours d'eau, notamment le ruisseau des Valses. La cartographie des zones inondables en ex-Midi-Pyrénées réalisée dans le cadre du XIe Contrat de plan État-région, visant à informer les citoyens et les décideurs sur le risque d’inondation, est accessible sur le site de la DREAL Occitanie. La commune a été reconnue en état de catastrophe naturelle au titre des dommages causés par les inondations et coulées de boue survenues en 1982 et 1999,.
Escamps est exposée au risque de feu de forêt. Un plan départemental de protection des forêts contre les incendies a été approuvé par arrêté préfectoral le 30 novembre 2015 pour la période 2015-2025. Les propriétaires doivent ainsi couper les broussailles, les arbustes et les branches basses sur une profondeur de 50 mètres, aux abords des constructions, chantiers, travaux et installations de toute nature, situées à moins de 200 mètres de terrains en nature
de bois, forêts, plantations, reboisements, landes ou friches. Le brûlage des déchets issus de l’entretien des parcs et jardins des ménages et des collectivités est interdit. L’écobuage est également interdit, ainsi que les feux de type méchouis et barbecues, à l’exception de ceux prévus dans des installations fixes (non situées sous couvert d'arbres) constituant une dépendance d'habitation.

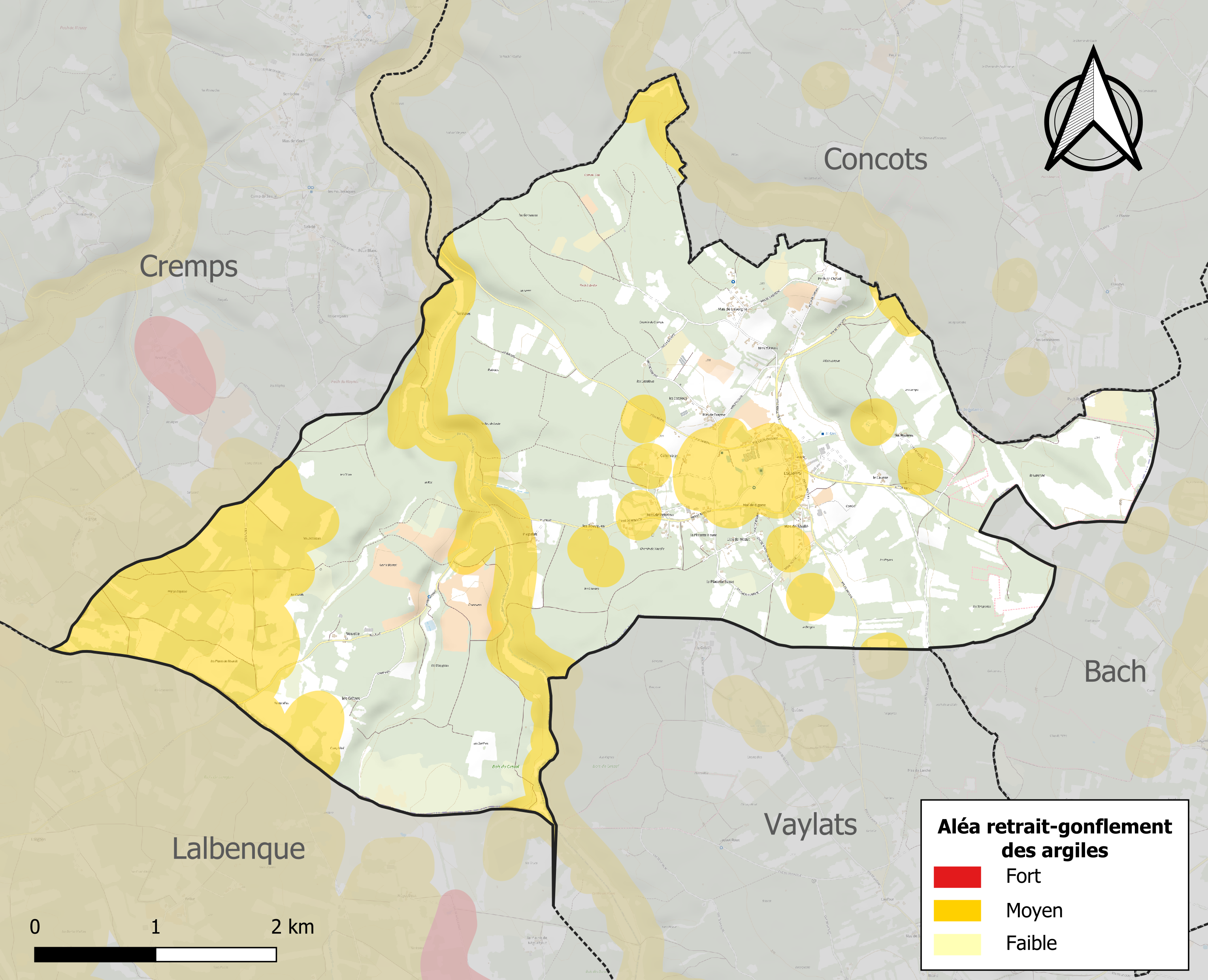
Carte des zones d'aléa retrait-gonflement des sols argileux d'Escamps.

Les mouvements de terrains susceptibles de se produire sur la commune sont des affaissements et effondrements liés aux cavités souterraines (hors mines), des éboulements, chutes de pierres et de blocs et des tassements différentiels. Par ailleurs, afin de mieux appréhender le risque d’affaissement de terrain, l'inventaire national des cavités souterraines permet de localiser celles situées sur la commune.
Le retrait-gonflement des sols argileux est susceptible d'engendrer des dommages importants aux bâtiments en cas d’alternance de périodes de sécheresse et de pluie. 27,3 % de la superficie communale est en aléa moyen ou fort (67,7 % au niveau départemental et 48,5 % au niveau national). Sur les 166 bâtiments dénombrés sur la commune en 2019, 75 sont en aléa moyen ou fort, soit 45 %, à comparer aux 72 % au niveau départemental et 54 % au niveau national. Une cartographie de l'exposition du territoire national au retrait gonflement des sols argileux est disponible sur le site du BRGM,.
Par ailleurs, afin de mieux appréhender le risque d’affaissement de terrain, l'inventaire national des cavités souterraines permet de localiser celles situées sur la commune.
Concernant les mouvements de terrains, la commune a été reconnue en état de catastrophe naturelle au titre des dommages causés par des mouvements de terrain en 1999.

## Toponymie
Escamps déformation de als camps signifie dans les champs, dans la plaine (en occitan les camps, lieu-dit répandu dans la commune). Ce nom de commune se trouve aussi orthographié Ascans dans de nombreux documents anciens.mais également selon l'auteur et la période : Dels Cams (1502), De Campis (vatican 1532), Les Camps, Les champs, Ascans (1672 et 1760), Ascamps (1760).

## Histoire
À une certaine période, les de Cardaillac-Bioule puis les Besse de Laromiguière, en étaient les suzerains ou famille bourgeoise.
Les familles de Concots, d'Auriole, de Gontaut-Cabrerets assuraient la seigneurie directe qui vivait au château. Paroisse créée en 1532, annexe du prieuré de Concots jusqu'au XVIIIe.
Selon la tradition orale colportée à travers les siècles, le village originel aurait été fondé au lieu-dit (reste de Dolmen) des Cazals près de Nouelle ou durant la guerre de Cent Ans, après que les Anglais eurent attaqué Lalbenque. Les habitants d'Escamps allèrent se protéger dans un fort qui servait de poste avancé aux seigneurs de Concots sur le site actuel du bourg ou les habitants développèrent leurs habitations après la guerre.
Des vestiges de ce fort sont encore visibles sur la « place du fort » (tour) et témoignent de la vocation défensive initiale du village actuel et d'un passé médiéval.
L'ancien donjon a été en partie démantelé, de grandes fenêtres ont été ouvertes dans les murs de cette tour pour la rendre habitable et toute sa partie supérieure a été arasée afin de récupérer les pierres pour construire les écoles et leurs logements.
Ces bâtiments ont depuis été transformés en salle des fêtes et en mairie.
Dans la tour est toujours visible une superbe archère à double croix pattée. À l'arrière de l'actuelle bibliothèque une superbe fenêtre médiévale (peut-être datable autour du XIVe siècle) est également préservée.
L'apogée d'Escamps arrive aux XIXe siècle lors de l'exploitation minière du phosphate. La population d'Escamps comptait alors plus de 600 habitants.
Durant le XXe siècle, Escamps va connaître une désertification due à la fin des exploitations minières et à la Première Guerre mondiale.
Comme lors du conflit de 1870, Escamps a payé un très lourd tribut durant cette Première Guerre mondiale : le monument aux morts d'Escamps en atteste et permet de se souvenir d'où l'on vient pour décider où l'on va sans reproduire les erreurs du passé.
Dans les années 2010, la commune d'Escamps connaît une renaissance avec un regain de population et d'activités engendré notamment par la proximité de l'autoroute A20. Escamps compte aujourd'hui plus de 190 habitants.

## Politique et administration

### Rattachements administratifs et électoraux
La commune fait partie de la communauté de communes du Pays de Lalbenque et du canton des Marches du Sud-Quercy (avant le redécoupage départemental de 2014, Escamps faisait partie de l'ex-canton de Lalbenque).

### Liste des maires
| Période | Période  | Identité               | Étiquette | Qualité                          |
| ------- | -------- | ---------------------- | --------- | -------------------------------- |
| 1790    | 1796     | Joseph Delteil         | SE        | Cultivateur, Dernier Consul      |
| 1796    | 1808     | Jean Sarny             | SE        | Cultivateur                      |
| 1808    | 1821     | Jean Baptiste Fraysse  | SE        | Cultivateur                      |
| 1821    | 1854     | Antoine Fourés         | SE        | Cultivateur                      |
| 1854    | 1865     | François Fourés        | SE        | Cultivateur                      |
| 1865    | 1870     | Joseph Bouzerand       | SE        | Marchand                         |
| 1870    | 1872     | Jean Lezouret          | SE        | Cultivateur                      |
| 1872    | 1888     | François-Louis Salgues | SE        | Cultivateur                      |
| 1888    | 1894     | Jean-Pierre Fraysse    | SE        | Cultivateur                      |
| 1894    | 1908     | Jean-Pierre Roques     | SE        | Cultivateur                      |
| 1908    | 1941     | Casimir Vaysse         | SE        | Cultivateur                      |
| 1941    | 1949     | Irénée Fraysse         | SE        | Cultivateur                      |
| 1949    | 1965     | Rémi Fourés            | SE        | Agriculteur                      |
| 1965    | 1977     | Joseph Puech           | SE        | Négociant-Agriculteur            |
| 1977    | 1983     | Michel Fraysse         | SE        | Agriculteur                      |
| 1983    | 2001     | Jacques Calais         | SE        | Chef d'Entreprise                |
| 2001    | 2008     | Pierre Maugis          | SE        | Principal de collège-Retraité    |
| 2008    | 2018     | Laurent Moles          | SE        | Artisan Maçon                    |
| 2018    | 2020     | Jean Bras              | SE        | Agent du service public-Retraité |
| 2020    | En cours | Annie Walle            | SE        | Ingénieur                        |

## Population et société

### Démographie
L'évolution du nombre d'habitants est connue à travers les recensements de la population effectués dans la commune depuis 1793. Pour les communes de moins de 10 000 habitants, une enquête de recensement portant sur toute la population est réalisée tous les cinq ans, les populations de référence des années intermédiaires étant quant à elles estimées par interpolation ou extrapolation. Pour la commune, le premier recensement exhaustif entrant dans le cadre du nouveau dispositif a été réalisé en 2007.

En 2022, la commune comptait 209 habitants, en évolution de +1,95 % par rapport à 2016 (Lot : +1,31 %, France hors Mayotte : +2,11 %).
| 1793 | 1800 | 1806 | 1821 | 1831 | 1836 | 1841 | 1846 | 1851 |
| ---- | ---- | ---- | ---- | ---- | ---- | ---- | ---- | ---- |
| 522  | 536  | 545  | 527  | 464  | 462  | 457  | 434  | 454  |

| 1856 | 1861 | 1866 | 1872 | 1876 | 1881 | 1886 | 1891 | 1896 |
| ---- | ---- | ---- | ---- | ---- | ---- | ---- | ---- | ---- |
| 522  | 532  | 505  | 503  | 511  | 515  | 509  | 504  | 468  |

| 1901 | 1906 | 1911 | 1921 | 1926 | 1931 | 1936 | 1946 | 1954 |
| ---- | ---- | ---- | ---- | ---- | ---- | ---- | ---- | ---- |
| 435  | 380  | 360  | 306  | 261  | 233  | 220  | 179  | 150  |

| 1962 | 1968 | 1975 | 1982 | 1990 | 1999 | 2006 | 2007 | 2012 |
| ---- | ---- | ---- | ---- | ---- | ---- | ---- | ---- | ---- |
| 144  | 126  | 125  | 144  | 121  | 114  | 150  | 155  | 189  |

| 2017 | 2022 | - | - | - | - | - | - | - |
| ---- | ---- | - | - | - | - | - | - | - |
| 209  | 209  | - | - | - | - | - | - | - |

Escamps a connu une forte hausse de sa population entre 1999 et 2019 (+ 96 habitants). Cette commune est un bon élève avec un des trois plus faibles taux de logements vacants de la communauté des communes Lalbenque - Limogne, la présence de 2% de logements sociaux, et la construction de 24 logements de 2007 à 2016 puis de 12 logements de 2017 à 2020.
Malheureusement l'adoption en cours du nouveau PLUI (plan local d'urbanisme intercommunal) ne tient pas compte de cette dynamique vertueuse et en restreignant volontairement et drastiquement de nouvelles possibilités d'installation au profit des bourgs de Lalbenque et Limogne, ce document (pris en application de lois inadaptées à la réalité rurale quercynoise : ( Loi pour l'accès au logement et un urbanisme rénové dite "Loi ALUR", Loi portant nouvelle organisation territoriale de la République dite "Loi NOTRE" et du SCoT de Cahors et du Sud du Lot qui en découle) va freiner la dynamique engagée et les possibilités d'accueillir de nouveaux arrivants seront très limitées.
Il est à craindre que les PLUI imposés à marche forcée aux élus locaux des zones rurales n'impactent négativement l'avenir démographique des petits villages ruraux.

### Manifestations et associations
- Comité des fêtes (fêtes votive ou festival le 3e week-end de juillet, 3e week-end de mars : course d'endurance, feu de la Saint-Jean, diverses manifestations, etc.)
- Société de chasse
- Club des aînés (le Trait d'Union Bach-Vaylats-Escamps)
- Messe à l'église Saint-Léonard d'Escamps (les derniers week-ends des mois impairs et le 3e week-end de juillet)
- Foyer rural (théâtre adulte et enfants, gymnastique, cours de chant, cinéma, botanique, vtt, pétanque et veillé occitane)
- Organisation d'une brocante le 2e dimanche d'avril au profit de l'association de gestion de la bibliothèque

### Enseignement
Escamps fait partie de l'académie de Toulouse.
L'école publique de secteur est l'école de Lalbenque. Le collège public de secteur est le collège Emile Vaysse de Castelnau-Montratier et les lycées publics de secteur sont le lycée Clément Marot de Cahors et le lycée Monnerville de Cahors.
- Bibliothèque ouverte tous les samedis entre 10 h et 12 h. Prêt gratuit de livres (plus de 3 500 ouvrages). Responsable : Marc Gruas.

## Économie

### Revenus
En 2018, la commune compte 92 ménages fiscaux, regroupant 187 personnes. La médiane du revenu disponible par unité de consommation est de 22 230 € (20 740 € dans le département).

### Emploi
|                | 2008  | 2013  | 2018  |
| -------------- | ----- | ----- | ----- |
| Commune        | 3,2 % | 6,1 % | 8,6 % |
| Département    | 7,3 % | 8,9 % | 9,6 % |
| France entière | 8,3 % | 10 %  | 10 %  |

En 2018, la population âgée de 15 à 64 ans s'élève à 117 personnes, parmi lesquelles on compte 76,7 % d'actifs (68,1 % ayant un emploi et 8,6 % de chômeurs) et 23,3 % d'inactifs,. Depuis 2008, le taux de chômage communal (au sens du recensement) des 15-64 ans est inférieur à celui de la France et du département.
La commune fait partie de la couronne de l'aire d'attraction de Cahors, du fait qu'au moins 15 % des actifs travaillent dans le pôle,. Elle compte 37 emplois en 2018, contre 27 en 2013 et 27 en 2008. Le nombre d'actifs ayant un emploi résidant dans la commune est de 81, soit un indicateur de concentration d'emploi de 45,4 % et un taux d'activité parmi les 15 ans ou plus de 51,4 %.
Sur ces 81 actifs de 15 ans ou plus ayant un emploi, 31 travaillent dans la commune, soit 38 % des habitants. Pour se rendre au travail, 76,5 % des habitants utilisent un véhicule personnel ou de fonction à quatre roues, 2,5 % les transports en commun, 6,1 % s'y rendent en deux-roues, à vélo ou à pied et 14,8 % n'ont pas besoin de transport (travail au domicile).

### Activités hors agriculture

#### Secteurs d'activités
20 établissements sont implantés  à Escamps au 31 décembre 2019.
Le secteur du commerce de gros et de détail, des transports, de l'hébergement et de la restauration est prépondérant sur la commune puisqu'il représente 30 % du nombre total d'établissements de la commune (6 sur les 20 entreprises implantées  à Escamps), contre 29,9 % au niveau départemental.

#### Entreprises et commerces
La commune compte deux entreprises de maçonnerie, un fabricant d'accordéon et un négociant indépendant de produit d'agro-fourniture et une entreprise de sécurisation de site.
Il y a sur la commune des hébergements : des gîtes ruraux et des chambres d'hôtes y sont installés.

### Agriculture
|               | 1988 | 2000 | 2010 | 2020 |
| ------------- | ---- | ---- | ---- | ---- |
| Exploitations | 13   | 12   | 10   | 8    |
| SAU (ha)      | 295  | 562  | 274  | 414  |

La commune est dans les Causses », une petite région agricole occupant une grande partie centrale du département du Lot. En 2020, l'orientation technico-économique de l'agriculture  sur la commune est la polyculture et/ou le polyélevage. Huit exploitations agricoles ayant leur siège dans la commune sont dénombrées lors du recensement agricole de 2020 (13 en 1988). La superficie agricole utilisée est de 414 ha,,. Escamps compte en 2020, huit exploitations agricoles (ovin viande et lait, horticulture, trufficulture, équin, aviculture, lavande).

## Culture locale et patrimoine

### Lieux et monuments

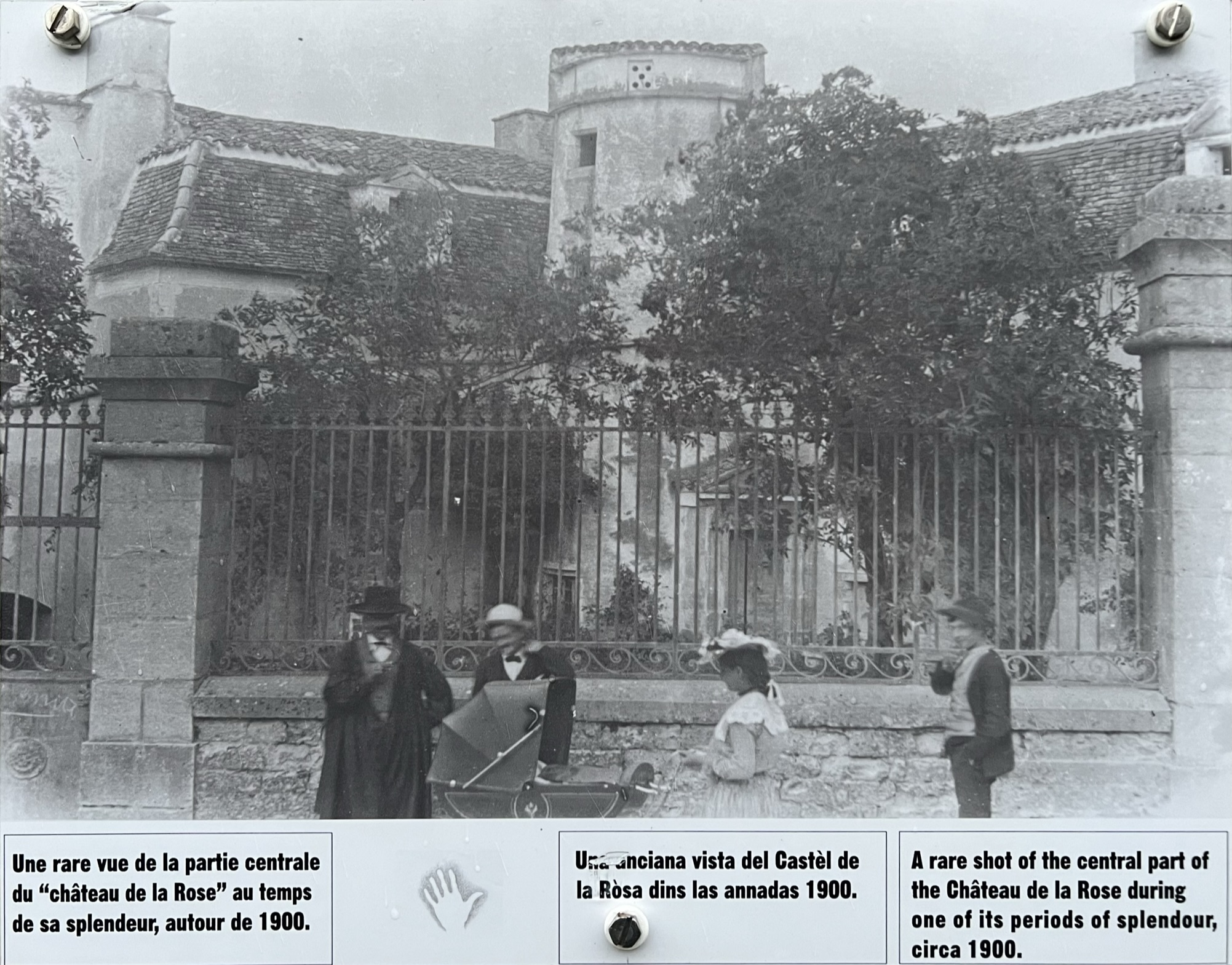
Le château de la Rose aux alentours de 1900.

- Réserve naturelle nationale d'intérêt géologique du département du Lot
- Sompes et divers puits en pierres (voir dolines)
- Dolmen à Nouelle
- Borne médiévale matérialisant la limite entre les communes d'Escamps et de Vaylats (avec blason de la famille de Cardaillac)
- Circuits de randonnée Circuit des sompes, cheMain faisant
- architecture typique du causse (gariottes, cazelles, lavoirs, maisons en pierre, etc.)
- Salle des fêtes Jacky Cubaynes
- Jardin Monique Gruas : jardin avec un quiller couvert et un terrain de pétanque
- Outre le petit patrimoine bâti en pierres sèches qui est remarquable (fontaines, sompes, lacs, lavoirs et gariottes), de nombreuses bâtisses présentant pour certaines des caractéristiques architecturales du XIVe sont intéressantes et cinq bâtiments sont à noter particulièrement :
  - Vestiges du fort médiéval et de sa tour
  - Ancien prieuré dit des Rozières
  - La place du Capilié
  - Château dit de la Rose, en référence à la famille Bouzerand, propriétaire du château aux XVIIIe siècle et XIXe siècle
  - Église Saint-Léonard du XIXe siècleL’église Saint-Léonard.

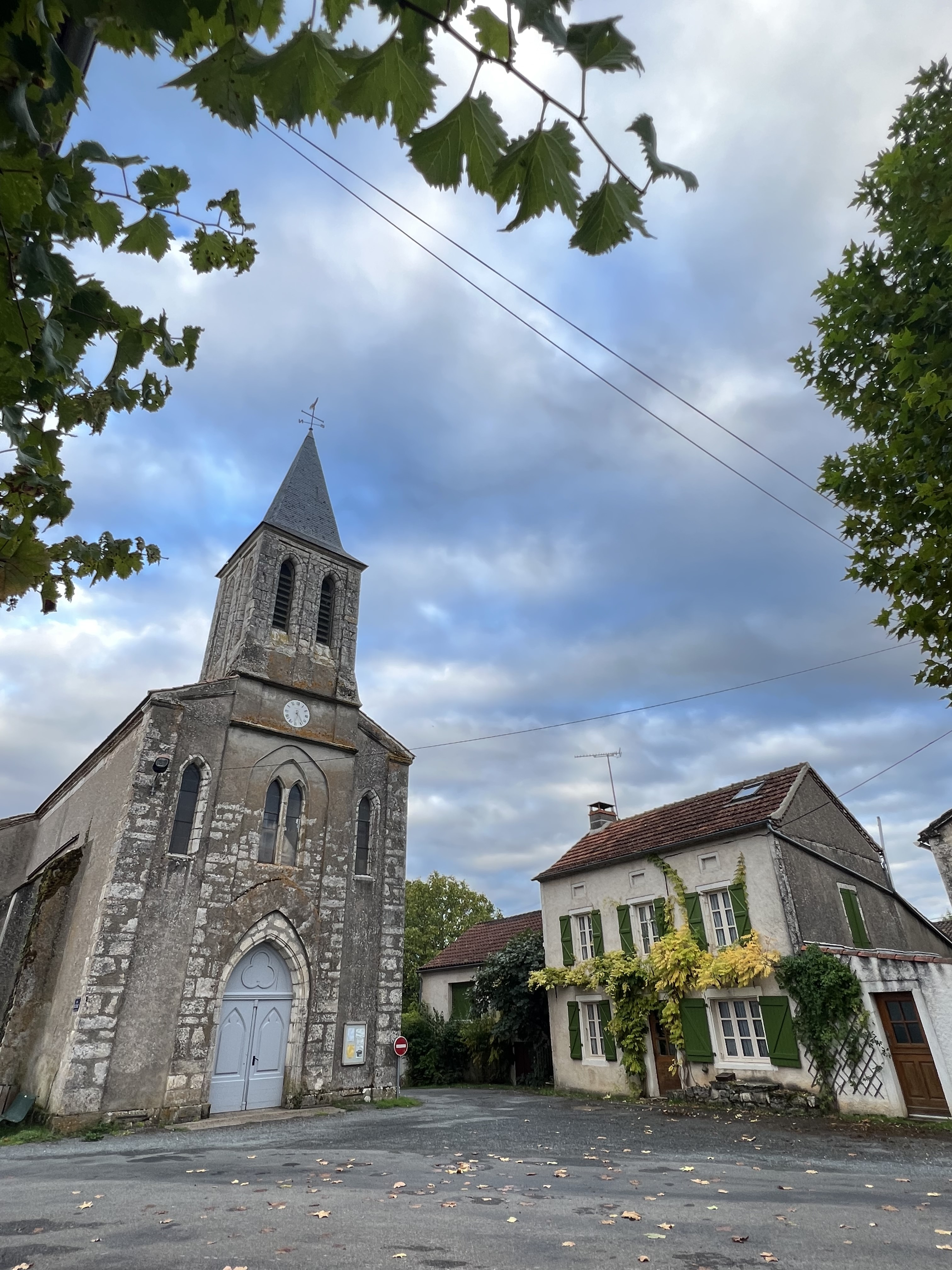
L’église Saint-Léonard.

### Personnalités liées à la commune
- Bernard Ruhaud, écrivain, connu sur la commune d'Escamps où est née sa femme, à laquelle il rend hommage dans ses ouvrages.
- Marcelle Vérité, auteure française pour la jeunesse.
- Anne Genetet, médecin et femme politique française, députée de la 11ème circonscription des Français établis hors de France depuis 2017, ministre de l'Éducation Nationale depuis le 21 septembre 2024, élue conseillère municipale d'Escamps le 15 mars 2020.
- Frédéric Gerschel, journaliste français.
- Émilien Gailleton, joueur français de rugby à XV.
- François Charles Alexandre Besse de Laromiguière (1836-1896)[37] Juge, Procureur, Président de tribunal, Conseiller à la cour de Montpellier puis à la cour d'appel de Toulouse (chevalier de la Légion d'honneur en 1895).

### Le pèlerinage de Saint-Jacques de Compostelle
Escamps se trouve sur la via Podiensis du pèlerinage de Saint-Jacques-de-Compostelle. On arrive de Vaylats, la prochaine commune est Cremps.

## Pour approfondir

#### Homonyme communal
- En France, il existe deux commune portant le nom d'Escamps :
  - Escamps, commune française du Lot 46
  - Escamps, commune française de l'Yonne 89